# Choeromorpha polynesa
Choeromorpha polynesa là một loài bọ cánh cứng trong họ Cerambycidae.